# 気分変調症
気分変調症（きぶんへんちょうしょう、Dysthymia:ディスチミア）は、うつ病と同様の認知的な問題や食欲変動や疲労感といった身体症状などが起こりうる気分障害の一種であり、発症時の状態としてうつ病よりは軽症ながら、抑うつ状態がうつ病より長期間となることがほとんどで、当事者には深刻な苦しみを感じる症状。
DSM-5では持続性抑うつ障害（Persistent Depressive Disorder）と気分変調症の診断名が併記されている。その前のDSM-IVでは気分変調性障害（きぶんへんちょうせいしょうがい、Dysthymic disorder）である。その前のDSM-IIIは、気分変調性障害に併記して抑うつ神経症（よくうつしんけいしょう、depressive neurosis）としていたが、神経症の語の廃止に伴い変更された。
慢性的で2年以上の抑うつ状態が継続したり、その間に本格的なうつ病になることがあり、二重うつ病とも呼ばれる。
治療法については、「気分変調症#治療」を参照。

## 定義
その概念は1970年代にロバート・スピッツァーにより、以前の抑うつ性人格という用語を置き換えるものとして提唱された。
精神障害の診断と統計マニュアル第4版(DSM-IV)によれば、気分変調症は慢性的抑うつ状態が少なくとも2年以上(小児および青年においては1年以上)持続する、重症の状態である。気分変調症はうつ病ほど急性かつ表れる症状としては重症ではないが、抑鬱状態がうつ病より長期間となることが多く、当事者は深刻に苦しむ。気分変調症は慢性的な障害であるため、診断が下されたとしてもそれまでにその症状を長年経験している。そのため、抑うつ状態を自らの性格の一部だと信じていることもあり、その場合は症状のことを医者、家族、および友人にすら話さないことがあったり、家族や友人も当人が受診して医師から診断が下されるまでは性格として暗い・大人しい・物静かなど勘違いして認識している場合もある。
気分変調症はしばしば精神障害に並存する。「二重うつ病」とは、気分変調症に加えてうつ病エピソードを呈することである。気分変調の時期と軽躁の時期が交互に表れるときは、気分循環性障害という軽症型の双極性障害を示唆する。
DSM-5においては、気分変調症の項目は持続性抑うつ障害となり、日本語版では気分変調症の診断名も併記されている。この新しい障害の概念は、慢性のうつ病と従来の気分変調性障害の双方を包含している。この変更は、両者の有意な違いを示すエビデンスがなかったことによる。
用語は古代ギリシア語のδυσθυμίαに由来し、悪しき心の状態を意味する。

## 疫学
世界的には、気分変調症は1年あたりおよそ1億500万人(総人口の1.5%)に発症する。女性における頻度(1.8%)が男性における頻度(1.3%)よりわずかに高い。米国においては、社会的環境における気分変調症の生涯罹患率は3〜6%とみられているが、プライマリケア環境では生涯罹患率はより高く観測され5〜15%であり、米国における罹病率は他国よりも幾分か高い傾向にある。

## 症候
気分変調症の特徴の一つに、長期間におよぶ抑うつ気分があり、これに不眠または過眠、疲労感または低活動性、食行動の変化(増加または減少)、易怒性または過剰な怒り、自尊心の低下、絶望感といった症状のうち少なくとも二つ以上を合併することである。
集中力低下または決断の困難は、もう一つの可能な症状として扱われる。軽症の気分変調症は、ストレスからの退却と失敗する機会の回避につながりうる。より重症の気分変調症では、逃避機構として長期の感情鈍麻を起こしたり日常の活動から退却しうる。
罹病者は普段の活動や娯楽をほとんど楽しめなくなる。気分変調症の診断は、症状が目立たないため難しく、患者の社会状況の中に症状が埋もれてしまうことがあり、他者がそれら症状を検知することが困難になる。
感情鈍麻は外見上、声の単調性あるいは重大な人生の出来事に対する反応の欠如の形で観察されることがある。
しかしながら、これらは類似の症状を呈する別の障害のものと間違えられることがある。また、その一方で気分変調症が他の精神障害と同時に起こることもあり、これらの障害間での症状重複のために気分変調症の存在確定に一定の複雑さを生じる。気分変調症では併存症が高頻度で認められる。自殺行動も気分変調症にみられる大きな問題である。うつ病、パニック障害、全般性不安障害、アルコール・薬物の乱用、およびパーソナリティ障害の徴候を検索することが肝要である。

## 原因
全ての気分変調症の症例に同様に当てはまる生物学的な原因は解明されておらず、この障害の起源は多様なものであると考えられている。一方で、気分変調症に関わる遺伝的傾向を示唆する文献もあり、そこでは早発性の気分変調症患者の家族におけるうつ病発症率は最大で50%であるとも記されている。気分変調症と関連する他の要因にはストレス、社会的孤立、および社会的支援の欠如がある。一卵性・二卵性双生児に関する研究では、一卵性双生児の方が二人ともうつ病を有する確率が高いとされ、気分変調症が部分的に遺伝によることを支持されている。
神経伝達物質の異常や遺伝的要因もあるが、心理的ストレスの影響がうつ病より大きいとする文献もある。

### 併存症
気分変調症患者の少なくとも4分の3が慢性の身体疾患もしくは不安障害、気分循環性障害、薬物依存、アルコール依存など他の精神障害を併発するとされる。一般的な併存症としてはうつ病(〜75%)、不安障害(〜50%)、パーソナリティ障害(〜40%)、身体表現性障害(〜45%)、薬物乱用(〜50%)がある。気分変調症の患者は、平均より高い確率でうつ病を発症する。10年間の経過観察研究においては、気分変調症の患者の95%がうつ病のエピソードを経験していた。気分変調症を下地として重症のうつ病エピソードが出現する場合、その状態を「二重うつ病」と呼ぶ。

### 二重うつ病
二重うつ病は、既存の気分変調症を下地に、うつ病エピソードを経験する時に起こる。患者はうつ病エピソードを自らの人格の自然な一部分、ないしは人生の一部分であり、かつコントロール不能であると受け止めるため治療は難しい。気分変調症患者は増悪する症状を不可避なものとみなすことがあり、そうすると治療介入が遅れうる。仮に彼らが治療を求めたとしても、うつ病の症状だけが語られ気分変調症の症状が語られないと、治療は十分効果的にならないことがある。二重うつ病の患者は健常者よりも有意に高度の絶望感を訴えるため、メンタルヘルス治療者が患者の治療に当たる際には着目すると有用である。それに加え、認知療法は二重うつ病患者に対処する際、ネガティブな思考パターンを変え、自身と自身の環境を見る新しい視点を提供するために有効である。
二重うつ病の最もよい予防法が気分変調症の治療であることが示唆されている。抗うつ薬と認知療法の併用は抑うつ症状の発症を防ぐのに有効でありうる。それに加え、運動と良好な睡眠衛生(例えば睡眠パターンの改善など)は気分変調症状治療と増悪予防に相加的効果を有すると考えられている。

## 病態生理
早発性気分変調症の神経学的指標の存在を示唆するエビデンスがある。気分変調症の女性とそうでない女性との間で、複数の脳構造(脳梁および前頭葉)に違いがみられる。このことは、これら2群の間に発生学的な差異があることを可能性として示唆されてもいる。
機能的MRIの技術を用いて気分変調症患者群と非患者群を比較した別の研究では、この障害の神経学的指標をさらに支持する結果が得られた。具体的には、脳の複数の領域が異なる機能を示したのである。気分変調症患者では、扁桃体(恐怖などマイナスの感情の処理に関与)、島皮質(悲しみの感情に関与)および帯状回(注意と感情との橋渡し役を果たす)における活動性の亢進が観察された。
健常者と気分変調症患者とを比較したある研究では、さらに他の生物学的指標が示唆された。自らの感情に関わるどのような出来事が将来予期されるか聞いたところ、健常者はネガティブな形容詞の使用がより少なかったのに対し、気分変調症患者はポジティブな形容詞の使用が少ないという結果が得られた。さらに、健常者は気分変調症患者と比べ、ポジティブ、中立、ネガティブのいずれの出来事予期に対しても神経学的により強い反応を示すことが分かった。このことは、気分変調症患者が感情鈍麻を学習することで過剰にネガティブな感情から自己防衛する神経学的な証拠となる。
気分変調症を含むすべての型のうつ病における遺伝的基盤を示すエビデンスがある。それは、一卵性双生児のほうが二卵性双生児よりも、共にうつ病を有する確率が高いというもので、気分変調症が部分的には遺伝によって起こるとする考えが支持されている。
近年、新しいモデルが提唱されている。それは視床下部-下垂体-副腎系(ストレスに反応して活性化される脳構造)と、その気分変調症(例えばコルチコトロピン放出ホルモン(CRH)とアルギニン・バソプレッシン(AVP)の表現型多型やアドレナリン機能の低下など)ならびに前脳のセロトニン神経系機序への関与に関するものである。このモデルはごく暫定的なものであって、今後のさらなる研究が必要とされている。

## 診断
アメリカ精神医学会が発行する精神障害の診断と統計マニュアル第4版(DSM-IV)に気分変調性障害の特徴が記述されている。診断に必須の症状のひとつは、患者が大部分の日数、日々の一部に抑うつを感じる状態が最低2年間続くことである。元気のなさ、睡眠もしくは食欲の障害、および低い自己評価(自尊心)も典型的な症例では臨床像に寄与する。患者は多くの場合、診断される前に気分変調症を長年患っている。患者の周囲の人々は患者をしばしば「単なる気難し屋」のような言葉で表す。診断基準には以下のような特徴が含まれる。
2年以上の大部分の日で、抑うつ気分を訴えているか、他者から見て抑うつ状態に見える。食欲の低下や亢進、不眠症や過眠症、疲労、自己評価の低下、集中力の低下または意思決定の困難、絶望感や厭世感があるといった症状が複数存在している。また症状がない期間が2か月以上続いていない。ここ2年間で、繰返しうつ病エピソードを経験することもある。社会的機能に支障があるほど重症である。児童や青少年では、気分は易怒性のことがあり2年以上ではなく1年以上となる。

### 鑑別診断
鑑別診断として、躁はなく、気分循環性障害も満たさない。抑うつは、慢性精神病(統合失調症や妄想性障害など)の症状ではない。
また、医学的疾患や乱用薬物・処方薬が原因ではない。
正常な持続的な悲しみは、慢性的にストレスがあるとか、失望的な生活を送る場合に起こりうる。正常な範囲で慢性的に悲観的な人も多く、診断には重症であることが必要である。また、経済的な重圧や、介護、他の病気に対処しているといった慢性的なストレスと関連する場合には、気分変調症ではない。特に人生後期の発症は、身体疾患が疑われる。貧血や甲状腺機能低下症は長く続く抑うつ症状を生じさせる。慢性的な薬物の使用もである。
気分変調症は、症状の急性度を評価することによって、うつ病と鑑別できる。気分変調症の方がはるかに慢性的(長期間続く)であり、うつ病では症状の期間はわずか2週間の場合もある。気分変調症はしばしばうつ病より若年で現れる。
早期の発症（21歳以前の診断）は、より頻繁な再発、精神科入院、およびより多くの併発症と関連する。より若年の成人での気分変調症では、パーソナリティ障害の併発がより多くなり、症状は慢性的になりやすい。一方でより高齢の気分変調症患者においては、心理学的症状が医学的状態、ないしはストレスの大きな出来事・喪失体験に関連する。

## 予防
気分変調症の発症を防ぐ明確な方法はないが、これまでいくつかの示唆がある。気分変調症はしばしば小児期に初発するため、リスクのありそうな児童を同定することが重要である。子供たちがストレスを制御し、回復力を増し、自己評価を高めるのを助けるために協力し、また強力な社会的支援のネットワークを提供することが、気分変調症の症状を防いだり遅らせるのに有益という見解も示されている。

## 治療
英国国立医療技術評価機構（NICE）の成人を対象とした2005年の臨床ガイドラインでは、治療について一般的なうつ病と区別をしておらず。うつ病性障害のサブタイプや患者の個性に基づいて治療を変えることへの根拠は乏しい（little evidence）として、様々な治療戦略を取っ換え引っ換えし続けることのないよう述べている。またNICEの児童青年を対象とした臨床ガイドラインでは、気分変調症は中等症のうつ病と同じ扱いであり、非指示的療法、グループによる認知行動療法、専門理論に基づいたセルフヘルプを行うとされている。
精神福祉の情報サイトのサイコ・セントラルでは、薬物療法（抗うつ薬）と心理療法の併用が最善の治療法だとされている。他のサイトでは対人関係療法と抗うつ薬の併用が最も有効であったと記載されている。多施設で行われた研究の2000年の報告では、認知行動療法のみまたは薬物療法のみに対する奏功率は約48%であったのに対し、併用療法では奏功率は約66%であった。
気分変調症の人々が治療を探し求める理由として、抑うつ気分を理由にするのではなく、ストレスの増加や、困難な状況が起きているのでということがよくある。それはこの障害が慢性的であるためであり、また抑うつ気分が自らの性格であると認識してしまうからだと仮説しうる。こうして、彼らはストレスが溜まって初めて症状の改善を求めて臨床家を訪れる。気分変調症の最初の診断は通常、DSM-IVのための構造化面接の施行によって行われる。この時点において、臨床家の支援を受けつつ、一連の治療について話し合いまた選択する。特定の治療法を選択する際には、患者の人生に関わることで治療に影響しうる因子を全て考慮に入れることが重要となる。それに加えて、もしある治療がある患者に有効でなければ、別の治療を試すこともできる。

### 心理療法
認知行動療法が一般的に推奨される。心理的手法ではほかに対人関係療法や、短期や長期の力動的精神療法も有効とされており、集団精神療法はエビデンスが限られている。気分変調症と診断された人々にとっては、物事によりよく対処するスキルを育てたり、症状の大元の原因を探究したり、(自分は価値のない人間だ、といった類の)誤った信念を変えることが役立つかもしれない。
またセルフヘルプや、自助グループの活用も気分変調症の治療に有益でありえ、後者ではもし問題が薬物乱用となって現れているならば、アルコホーリクス・アノニマスのようなグループもある。これらの方法を通して、自尊心、自信、人間関係の問題やパターン、自己主張のスキル、認知再構成などに取り組み強化することができる。

#### 認知行動療法
認知行動療法においては、認知再構成法や問題解決法、行動活性化などの手法が用いられる。
認知再構成法では、認知面にアプローチし、抑うつ的な自動思考を新たな思考に変えていけるよう支援する。治療者は、物事の良い面や希望の持てる事実、本人の長所などを提示することを通して、自動思考をとらえなおした後、機能的な新たな思考を提案し、本人をサポートする。
問題解決法では、行動面にアプローチし、気分変調の一因となっている問題を解決していく。本人と治療者が協同で、次の手順を行っていく。治療者は、本人が問題解決法の手順を身につけその後のさまざまな問題にも対処できるよう、サポートする。
1. 困っていることを具体的に書き出してみる
2. 問題が解決または改善された状況を具体的にイメージして目標を設定する
3. 問題の解決・改善のための具体的な方法を案出する
4. それらの方法の実行可能性・有効性を検討し、用いる方法を選択する
5. その方法の具体的な実行計画を立てる
6. 実行し、その結果がよければ継続し、思ったように解決できなければ他の方法を試す

行動活性化では、気分転換や楽しめる趣味などを含めて行動や活動を活性化させることで、結果的に気分が改善されることから、本人が活動性を高められるようサポートする。その際、活動や気分などを記録する活動モニタリングシートを用いることがある。

### 薬物療法
薬物治療では、通常選択的セロトニン再取り込み阻害薬(SSRI)が一般に使われている。研究によると気分変調症患者の抗うつ薬への平均治療反応率は、偽薬の31%に対して55%である。最もよく処方される抗うつ薬・SSRIはエスシタロプラム、シタロプラム、セルトラリン、フルオキセチン、パロキセチン、およびフルボキサミンである。これらの薬剤の治療効果を患者が感じ始めるまでには平均で6-8週間かかる。
またSTAR*Dとよばれる米国政府主導の多施設臨床試験においては、なんらかのうつ病患者が自分に効く薬をみつけるためには異なるタイプの治療薬を試す必要があるのが一般的であることが分かっている。
2005年のメタアナリシス研究においては、SSRIと三環系抗うつ薬 (TCA) が気分変調症の治療において同等に有効であることが分かった。またモノアミン酸化酵素阻害薬 (MAOI)は気分変調症の治療において、他の治療薬よりもやや有利であることも分かった。しかしこの論文の著者は、MAOIがSSRIなどと比べて忍容性が低いことから、必ずしも気分変調症治療の第一選択薬としてふさわしいものではないと注意を促している。
ベンズアミド系抗精神病薬であるアミスルプリドでは、気分変調症に有効という証拠の信頼性は高くなく、また副作用もより大きい。

### 併用療法
2008年のメタアナリシス研究においては、抑うつ障害治療における薬物療法と心理療法との間の効果量(Cohen's d)は−0.07であった(正の値は心理療法の優位性を意味する)。この結果は薬物治療の方がわずかに有効性が高いことを示唆するが、統計学的有意性は見出されなかった。またこのわずかな有効性はSSRIのみに当てはまり、TCAと他の薬物治療では心理療法と差がなかった。それに加えて、いくつかの研究は重症のうつ病では、薬物療法よりも心理療法により良く反応することを示唆している。

### 治療抵抗性
気分変調症の慢性性のため、薬への治療抵抗性が割と一般的にみられる。その場合、しばしば治療薬の増強が勧められる。増強にはリチウム治療、甲状腺ホルモン増強、アミスルプリド、ブスピロン、ブプロピオン、精神刺激薬、およびミルタザピンが含まれうる。季節性情動障害に光療法が有効だとされているが、他の気分障害では証拠の質は低いが治療によく反応していることが示されている。